# Международная федерация вексиллологических ассоциаций
Международная федерация вексиллологических ассоциаций (фр. Fédération internationale des associations vexillologiques, FIAV) — объединение 51 национальных, региональных и межнациональных организаций, посвящённых вексиллологии (исследованию флагов).

## История
Идея FIAV возникла 5 сентября 1965 года на Первом международном вексиллологическом конгрессе в Мёйдерберге, Нидерланды. Организаторами конгресса выступили Уитни Смит из США и Клаес Сиерксма из Нидерландов. На нём была создана неформальная Международная лига вексиллологов.
FIAV была предварительно создана 3 сентября 1967 года в Рюшликоне, Швейцария, во время проведения Второго международного вексиллологического конгресса в Цюрихе. Тогда же Клаесом Сиерксмой был создан флаг FIAV.
На Третьем международном вексиллологическом конгрессе, проходившем 7 сентября 1969 года в Бостоне, 12 вексиллологических организаций записались в члены FIAV и она была создана окончательно. Тогда она называлась Международная федерация ассоциаций вексиллологии (фр. Fédération internationale des associations de vexillologie).
В 1999 году организация сменила название с Международная федерация ассоциаций вексиллологии на Международная федерация вексиллологических ассоциаций.

## Члены
В FIAV входят, помимо прочего:
- Государственный совет геральдики Грузии
- Институт флагов[англ.] (Великобритания)
- Испанское общество вексиллологии[англ.]
- Нордическое общество флагов[англ.] (Страны Северной Европы)
- Польское вексиллологическое общество
- Русский центр флаговедения и геральдики
- Североамериканская вексиллологическая ассоциация[англ.] (США, Канада)
- Украинское геральдическое общество
- Флаги мира (Канада)
- Французское общество вексиллологии[англ.]

## Руководство
По состоянию на 2021 год совет директоров FIAV состоит из:
- Желько Хеймер[сербохорв.], Хорватия (президент FIAV)
- Брюс Берри, ЮАР
- Грэм Бартрам[нем.], Великобритания